# Renault TN

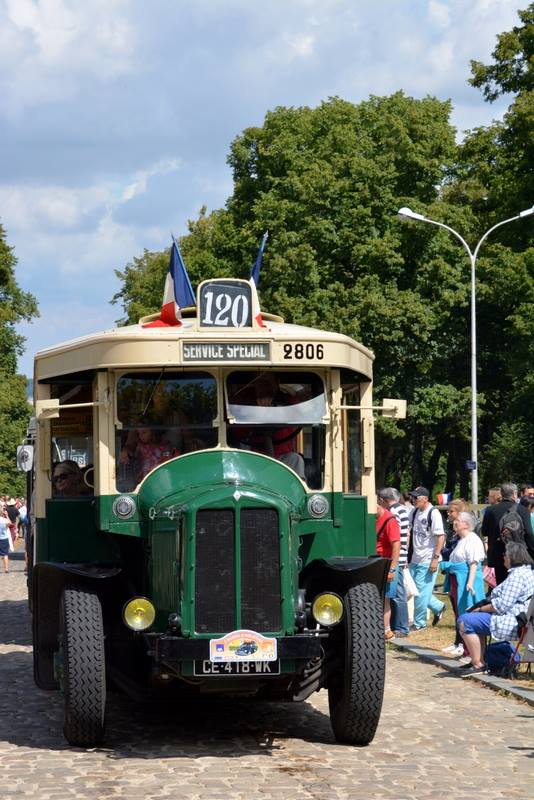
Renault TN6A, 1932.

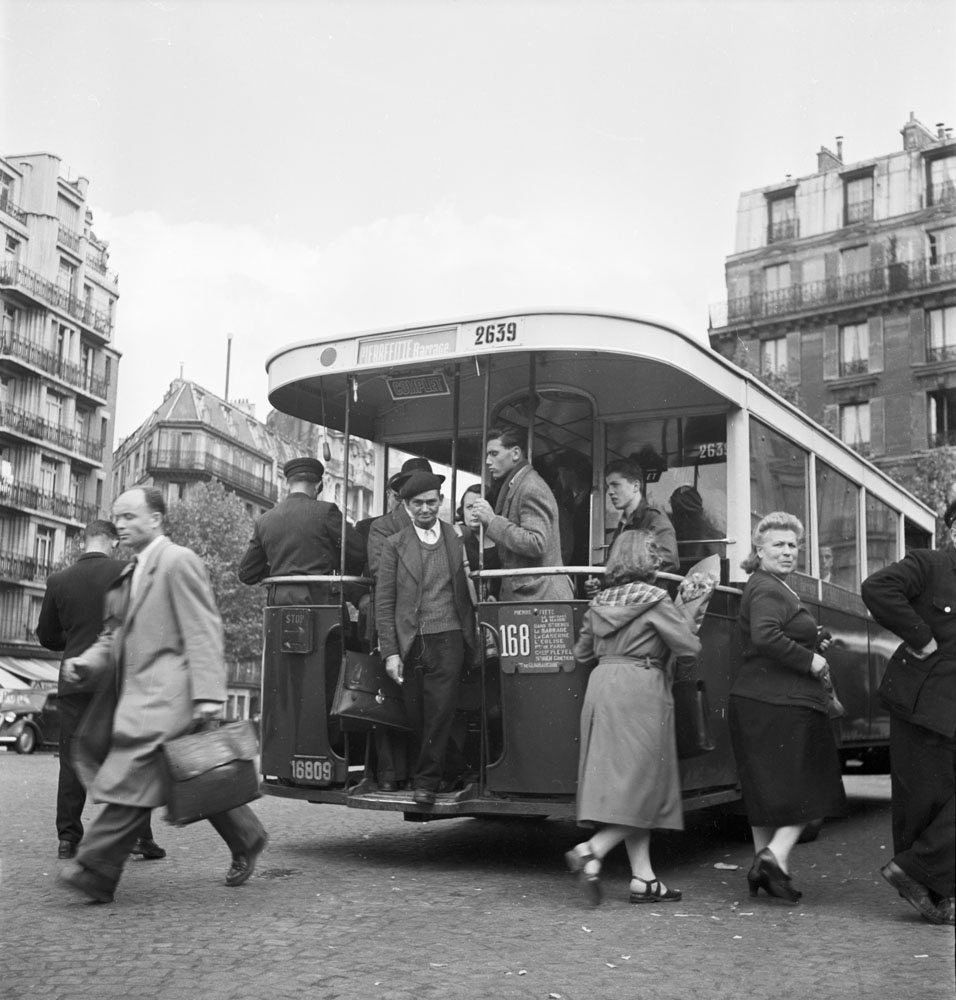
Un TN à l'arrêt, en 1950.

Les Renault TN sont des autobus dont les châssis fabriqués par Renault à partir de 1931 ont été livrés à différentes villes de France, dont Paris surtout, mais aussi Lyon et Marseille.
À Paris, ils étaient carrossés par les ateliers de la Société des transports en commun de la région parisienne (STCRP). Les caisses étaient constituées d'une ossature en bois et d'un habillage en tôle d'aluminium visées.
Le moteur des Renault TN était placé à l'avant du véhicule en porte à faux de l'essieu avant : les TN4 avaient un moteur à 4 cylindres et les TN6 un moteur à 6 cylindres. Tous avaient des roues arrière jumelées.
Durant la Seconde Guerre mondiale, en raison de la pénurie de carburant, ils furent équipés d'un gazogène ou, plus souvent, d'un vaste ballon souple logé dans une énorme carène fixée sur le toit pour l'utilisation du gaz de ville non comprimé.

## Les premiers TN4

### TN4A

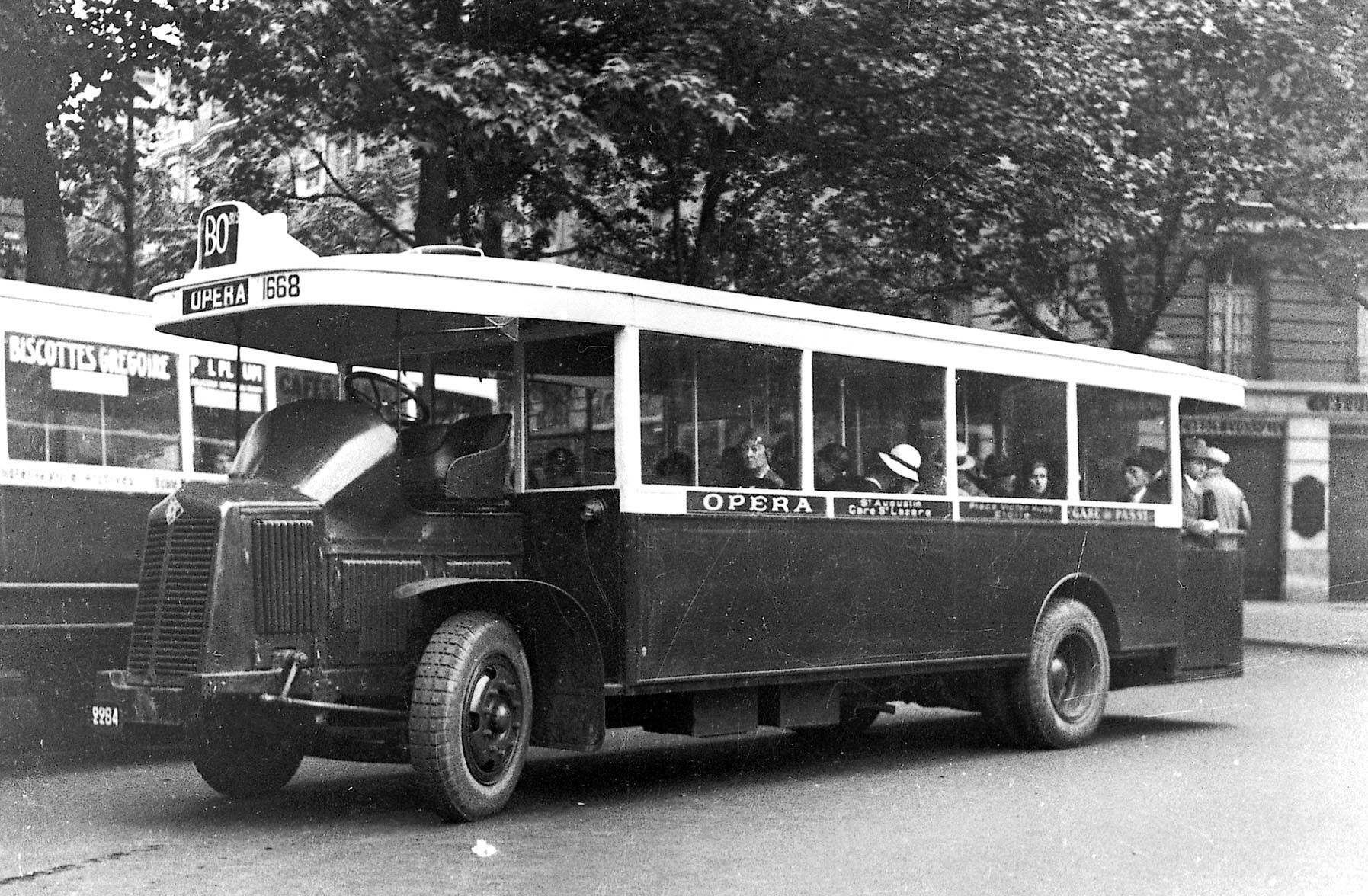
Autobus Renault TN4A, avec le capot et la calandre d'origine, 1931. Pas de pare-brise ni de portes

La série TN4A fut mise en service à partir d'août 1931, à raison de 320 exemplaires à deux agents (un conducteur et un receveur) et 150 exemplaires destinés à la banlieue, à un seul agent assurant la double fonction de conducteur et de receveur.
Ces autobus apparaissent d'emblée beaucoup plus confortables que les "Schneider" H et Renault PN qui les ont précédés. Ils sont les premiers à abandonner d'origine les bandages pleins en caoutchouc, au profit de pneumatiques gonflés à haute pression, une révolution pour l'époque dans le confort des voyageurs. Le conducteur, lui, doit se contenter d'un classique poste de conduite sous auvent, qui ne comporte toujours ni pare-brise ni portières. Les modèles à plate-forme ouverte, destinés à la ville, n'avaient pas de phares à l'origine, mais de simples feux de position fixés sur le tablier. Ceux à un seul agent, destinés au service de banlieue, entièrement fermés, étaient surnommés « cages à poules ».
La boîte de vitesses était à quatre rapports non synchronisés. Le moteur d'origine, à quatre cylindres, qui développait 58 ch à 1 640 tr/min, se révéla fragile à l'usage. Tous les TN4A furent modernisés en 1936 pour devenir la série TN4B, abandonnant le capot et la calandre d'origine. Sauf reconstitution, il n'existe donc plus d'autobus TN4A ailleurs que sur des photographies.

## Les TN6
- 1932 : Renault TN6A
- 1934 : Renault TN6C

Dans les années 1930, pour compenser la disparition progressive des tramways urbains parisiens, la STCRP procède à un développement de sa flotte d'autobus. Entre 1932 et 1934, elle commande aux usines Renault, 1 020 châssis équipés avec essieux et moteur sur lesquels elle monte diverses caisses à plate-forme ouverte ou fermée.
La STCRP, réunie à la CMP en 1943, puis la RATP à partir de 1949, exploitent trois modèles de TN6, le premier alimenté en essence, les deux autres en carburant ternaire. Certains seront diésélisés au cours des années 1950, portant la puissance du moteur à 90 ch.

### TN6A
En 1932, la STCRP commande aux usines Renault 770 châssis équipés avec essieux et  moteur à essence six cylindres développant 67 ch à 1 470 tr/min.
Les ateliers de la STCRP conçoivent une caisse en trois parties. Le poste de conduite est séparé du reste de l'autobus ; dépourvu de portières, il laisse le conducteur exposé au vent et aux intempéries. Le compartiment voyageur est divisé en deux classes comprenant 16 places pour la seconde classe et 17 places pour la première. La plate-forme arrière est prévue pour accueillir 17 personnes, pour un total de 50 passagers.
L'exploitation est assurée par deux agents, les voyageurs montent par la plate-forme arrière, fermée par une chaîne, sur laquelle se tient le receveur, qui vend et oblitère les billets, et donne le départ grâce à une chaîne reliée à une cloche dans le poste de conduite. Au cours des années 1948-1950, le poste de conduite est « vestibulé » : il reçoit donc un pare-brise et des portières.
Au début de la Seconde Guerre mondiale, l'Armée française réquisitionne les TN6 les plus récents, ainsi que leurs chauffeurs de la STCRP.
À la création de la RATP, en 1949, ces véhicules continueront leurs services, jusqu'à la réforme des derniers modèles en 1969.

### TN6C
La STCRP, satisfaite de la première série en exploitation, passe commande en 1934 de 250 châssis TN6C équipés, très proches du châssis des TN6A.
La différence touche principalement la motorisation des véhicules qui accueillent un moteur Renault 6 cylindres en ligne développant 67 chevaux à 1 600 tr/min, alimenté par un carburant "ternaire" fait d'un mélange d'un tiers d'alcool, un tiers de benzol et un tiers d'essence, à l'odeur particulière. 
Les caisses seront toujours réalisées dans les ateliers de la STCRP.
TN6C1

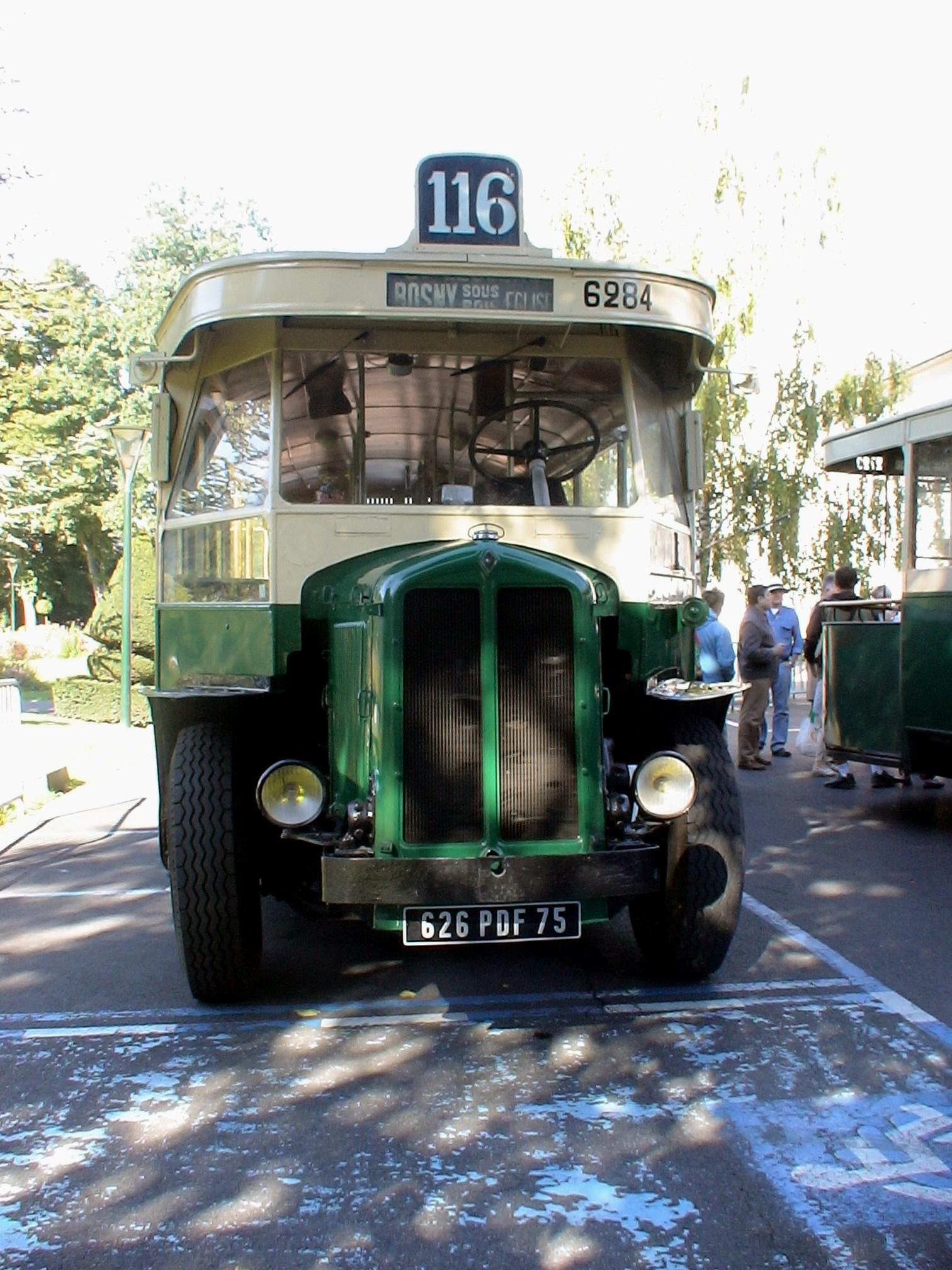
Autobus TN6C1 à un seul agent, dit cage à poules.

Sur les 250 nouveaux châssis TN6C équipés, 90 reçoivent un aménagement pour la banlieue et service à agent seul. La nouveauté réside dans la caisse qui est intégralement fermée à l'époque où les premiers TN6A ont un poste de conduite exposé aux intempéries et une plate-forme arrière ouverte. Cette conception leur vaudra le surnom de « cage à poules ». La montée et la descente des voyageurs se fait par une porte latérale à l'avant sur le côté droit du véhicule pour permettre une exploitation à agent seul, où le conducteur est aussi receveur. La plate-forme arrière est vestibulée et dispose d'une simple porte de secours.
Ces véhicules offrent 54 places : 20 assises et 34 debout (strapontins relevés), la classe unique ayant été instaurée depuis 1932.
Les TN6C1 seront réformés en 1959.
TN6C2
160 des 250 châssis TN6C équipés reçoivent une caisse similaire à celle de la première génération avec plate-forme arrière et service à 2 agents. Ces véhicules accueillent 51 passagers (classe unique), offrant 34 places assises et 17 debout.
La différence avec la première génération est surtout esthétique, avec des roues « artillerie » à branches en étoile et un pare-brise agrandi.
Les TN6C2 seront réformés en 1969 en même temps que les TN6A.

### Caractéristiques
|                                | TN6A                             | TN6C                                                                        | TN6C                       |
|                                | TN6A                             | TN6C1                                                                       | TN6C2                      |
| ------------------------------ | -------------------------------- | --------------------------------------------------------------------------- | -------------------------- |
| Longueur                       | 9,5 m                            | 9,5 m                                                                       | 9,5 m                      |
| Largeur                        | 2,41 m                           | 2,42 m                                                                      | 2,42 m                     |
| Hauteur                        | 2,97 m                           | 2,97 m                                                                      | 2,97 m                     |
| Empattement                    |                                  |                                                                             |                            |
| Porte-à-faux avant             |                                  |                                                                             |                            |
| Porte-à-faux arrière           |                                  |                                                                             |                            |
| Rayon de braquage              |                                  |                                                                             |                            |
| Masse à vide                   | 7,1 t                            | 6,7 t                                                                       | 6,7 t                      |
| P.T.A.C.*                      |                                  |                                                                             |                            |
| Capacité assis + debout = maxi | - 50 17 1re/16 2e/17 plate-forme | - 54 20/34 strapontins relevés (classe unique)                              | - 51 34/17 (classe unique) |
| Portes                         | 1 arrière                        | 1 à l'avant côté droit + 1 de secours sur la plate-forme fermée à l'arrière | 1 arrière                  |
| Hauteur du plancher            |                                  |                                                                             |                            |
| Moteurs                        | - 49 kW / 67 ch                  | - 49 kW / 67 ch                                                             | - 49 kW / 67 ch            |
| Transmission                   |                                  |                                                                             |                            |
| Boites de vitesses             |                                  | boîte 4 rapports                                                            | boîte 4 rapports           |
| Frein                          |                                  |                                                                             |                            |
| Suspension                     |                                  |                                                                             |                            |
| Direction                      |                                  |                                                                             |                            |
| Années de production           | 1932 -                           | 1934 -                                                                      | 1934 -                     |

### Motorisations
| Modèle | Constructeur | Type  | Cylindrée | Puissance fiscale | Puissance réelle           | Capacité  | Observations - Particularités                                               |
| ------ | ------------ | ----- | --------- | ----------------- | -------------------------- | --------- | --------------------------------------------------------------------------- |
| TN6A   | Renault      | avant | 6 cyl.    |                   | 67 ch 49 kW à 1 470 tr/min | 7 980 cm3 | Essence                                                                     |
| TN6C   | Renault      | avant | 6 cyl.    |                   | 67 ch 49 kW à 1 600 tr/min | 7 980 cm3 | Fonctionnement au carburant ternaire (1/3 alcool, 1/3 benzol, 1/3 essence). |

### Commercialisation
| Lieux | Exploitant                 | Modèle       | Portes            | Motorisation             | Nombre | Numéros de parc | Mises en service | Déclassement | Observations - Particularités |
| ----- | -------------------------- | ------------ | ----------------- | ------------------------ | ------ | --------------- | ---------------- | ------------ | ----------------------------- |
| Paris | STCRP puis RATP après 1949 | TN6A         | 1                 | 67 ch essence            | 770    |                 | 1932             | 1969         |                               |
| Paris | STCRP puis RATP après 1949 | TN6C1        | 1 + 1 de secours) | 67 ch carburant ternaire | 90     |                 | 1934             | 1959         |                               |
| Paris | STCRP puis RATP après 1949 | TN6C2        | 1                 | 67 ch carburant ternaire | 160    |                 |                  | 1969         |                               |
| Total | STCRP puis RATP après 1949 | TN6A et TN6C | /                 |                          | 1020   |                 |                  |              |                               |

### Matériel préservé
| Lieu    | Entité  | Modèle | Nombre | Numéros de parc                  | Observations - Particularités                                                                                      |
| ------- | ------- | ------ | ------ | -------------------------------- | --- |
| Chelles | AMTUIR  | TN6A   | 4      | 2515 ; 2563 ; 2573 ; 2720        | |
| Chelles | AMTUIR  | TN6C1  | 1      | 6284                             | |
| Chelles | AMTUIR  | TN6C2  | 5      | 2728 ; 2759 ; 2788 ; 2806 ; 2883 | |
| Lille   | AMITRAM | TN6A   | 1      | 2338                             | Réformé en 1962 pour devenir véhicule publicitaire - Préservé en 1984 Rénové en état de fin de carrière - Statique |

## Les TN4 plus récents

### TN4C
La petite série des TN4C, fabriquée en seulement 50 exemplaires, est contemporaine des TN6C, dont elle reprend la calandre dépourvue de barreaux, laissant visibles les ailettes du radiateur. Les roues de cette série sont de type artillerie.

### TN4F

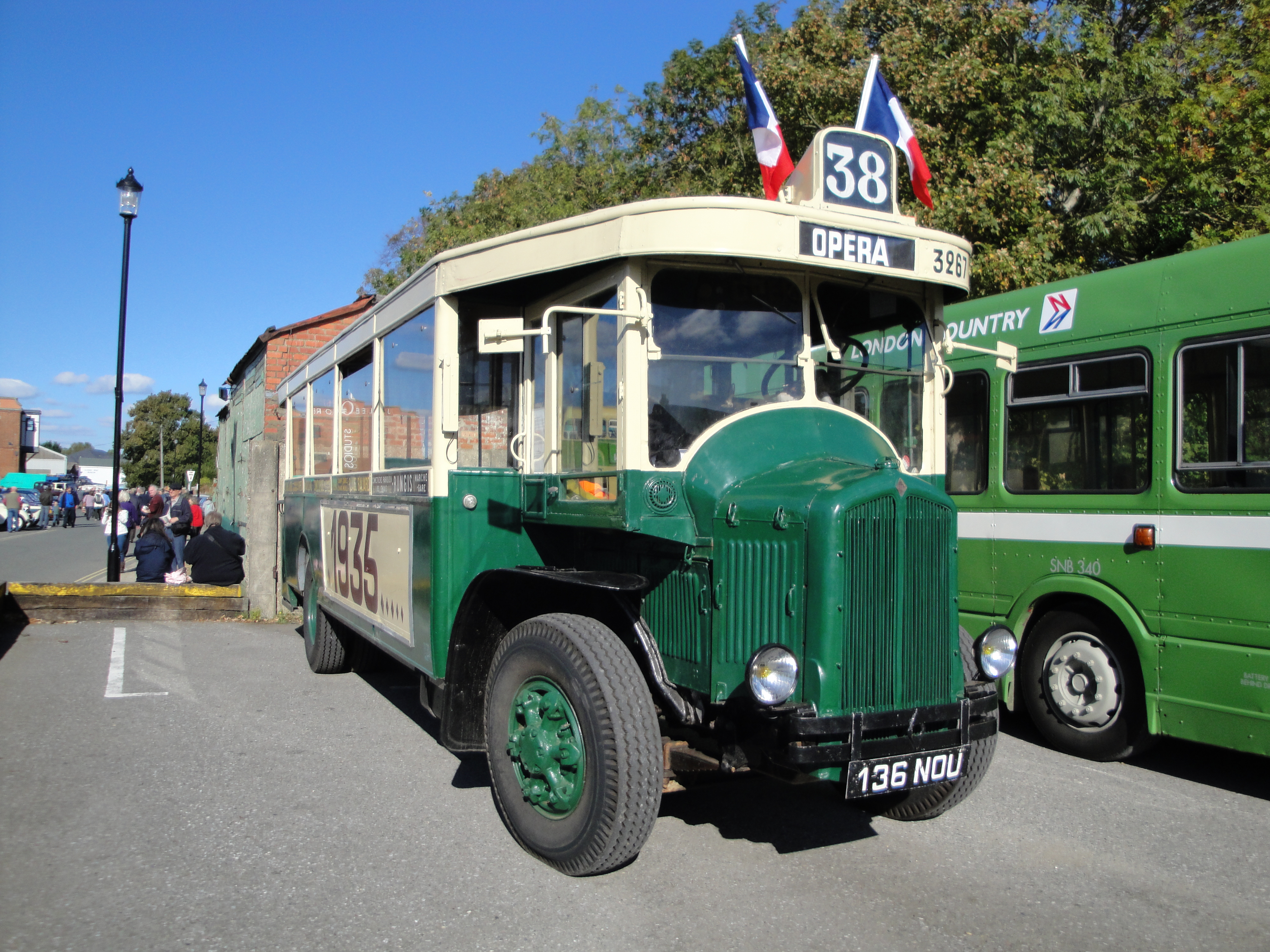
Autobus Renault TN4F, 1935.

La série TN4F est mise en service en 1935, en 334 exemplaires. BV 4 rapports non synchronisées, 4 freins à tambour à commande mécanique, 45 km/h. Reconnaissable extérieurement à sa calandre à barreaux verticaux et ses roues « artillerie » en fonte moulées, à jante démontable, elle bénéficie d'un moteur plus résistant que celui de la série A, qui connaissait beaucoup d'avaries.
Ces autobus, longs de 9,14 m et larges de 2,42 m, ont une masse à vide de 6,1 t et en charge 9,50 t.
Leur moteur à 4 cylindres de 58 ch à 1 600 tr/min fonctionnait au carburant ternaire, (1/3 alcool, 1/3 benzol, 1/3 essence) à l'odeur particulière.
Comme les TN6, les TN4F sont réquisitionnés avec leurs chauffeurs de la STCRP en 1939-1940.

### TN4B
Dans sa lancée, en 1936, la série TN4A reçoit de nouveaux moteurs semblables à ceux des TN4F et prend le nom de TN4B, avec la calandre à barreaux verticaux des TN4F. Les TN4A et TN4B sont reconnaissables à leurs roues en tôle d'acier emboutie.
Comme les autres séries récentes de TN, les TN4B2 sont réquisitionnés avec leurs chauffeurs de la STCRP en 1939-1940. Les TN4 plus anciens (modèle 1934) sont transformés en véhicules de ravitaillement en viande pour l'intendance militaire. 334 TN4B anciens sont transformés entre décembre 1930 et le printemps 1940, par la STCRP, la CIWL et la SCOA de Poissy.

### TN4H

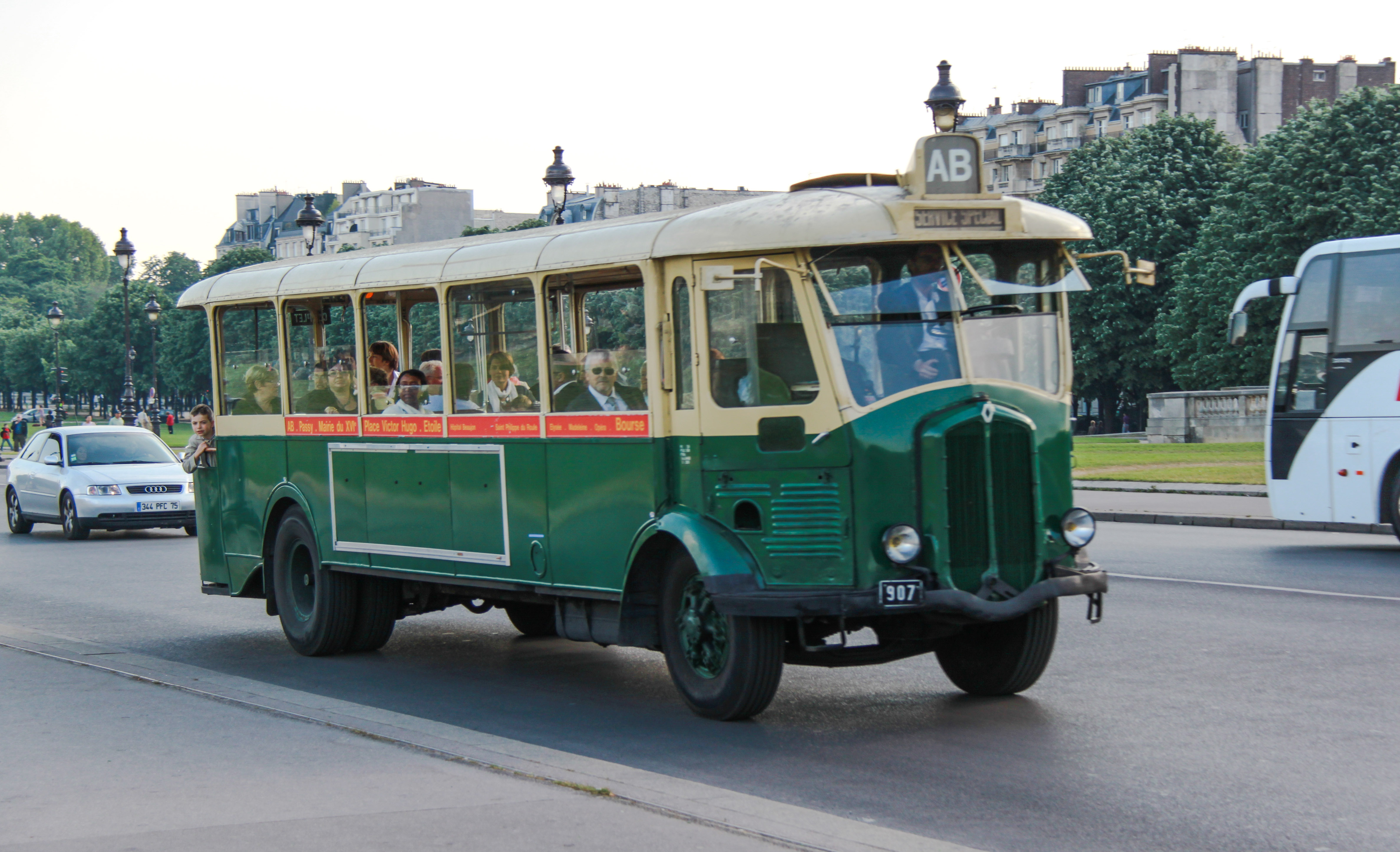
Renault TN4H, 1936.

La série TN4H est livrée à partir de 1936, en 970 exemplaires, dont 410 à plate-forme arrière ouverte, destinés à Paris, les autres à plate-forme fermée et ouverture latérale ou arrière, destinés à la banlieue. La caisse pouvait être réalisée par la STCRP, ou bien par des ateliers indépendants, comme MGT (Millon-Guiet-Tubauto) ou CIV (Carrosserie industrielle de Versailles).
La série TN4H se distingue des précédentes par son architecture à cabine avancée et ses cinq fenêtres latérales dont les coins supérieurs sont arrondis. L'espace réservé aux voyageurs est plus vaste et la suspension plus souple. Leur longueur est de 9,76 m et leur masse à vide de 7,4 t.
Le moteur à 4 cylindres de 58 ch à 1 600 tr/min fonctionnant au carburant ternaire (1/3 alcool, 1/3 benzol, 1/3 essence) est le même que celui des TN4F, ainsi que la boîte à 4 rapports.

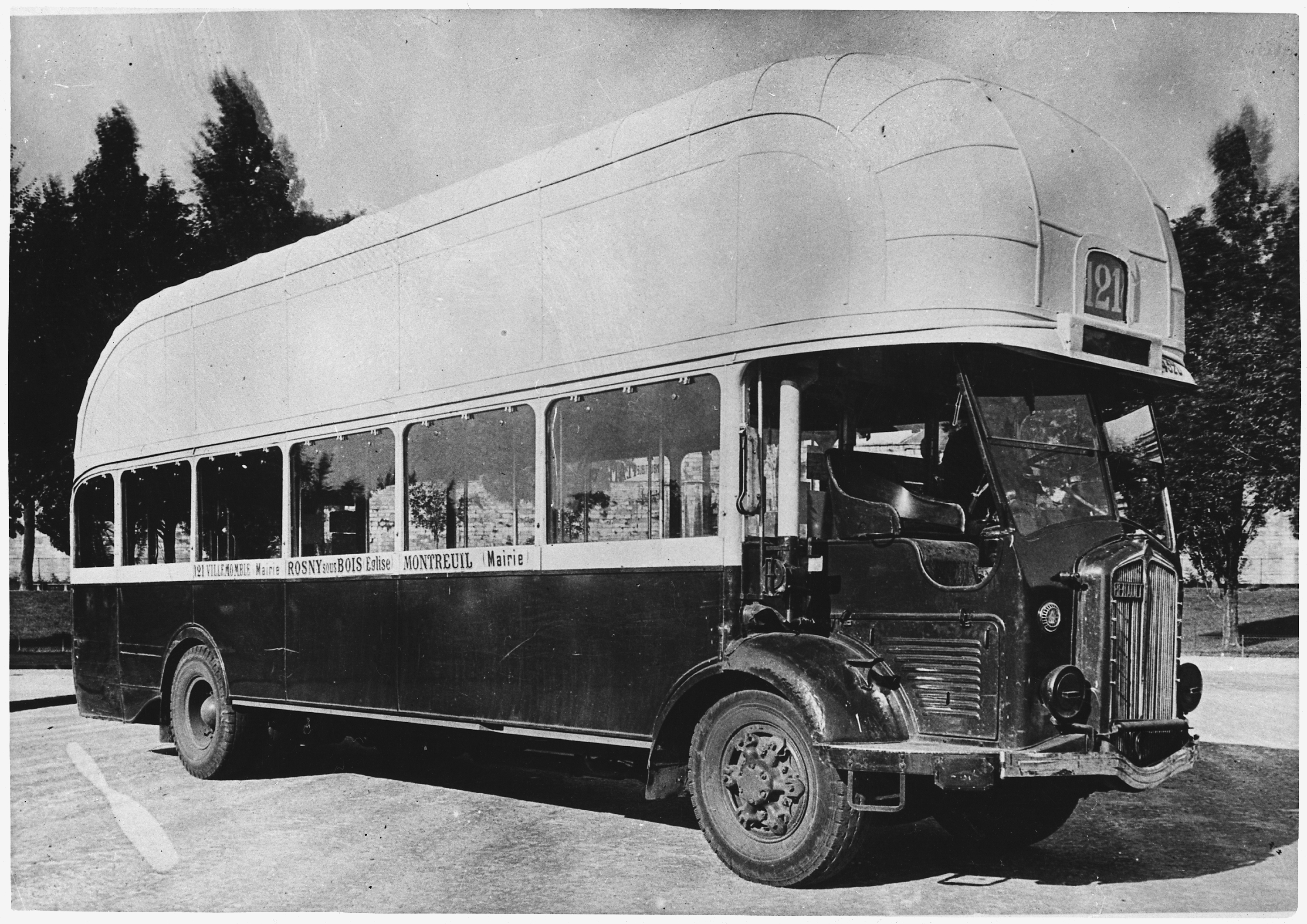
Renault TN4H équipé pour l'utilisation au gaz de ville non comprimé, durant la Seconde Guerre mondiale.

Ces autobus offraient plus de places assises que les précédents, mais le nombre de voyageurs, fixé à 50, restait inchangé.
Comme les autres séries récentes de TN, les TN4H sont réquisitionnés avec leurs chauffeurs de la STCRP en 1939-1940. Durant la Seconde Guerre mondiale, la plupart d'entre eux furent équipés de ballons pour l'utilisation au gaz de ville. Ils furent vestibulés, comme tous les autres TN, juste après la guerre, lorsque la RATP remplaça la CMP. Les derniers TN4H sont restés en service jusqu'en 1971.